# Sundstrand
Sundstrand – miejscowość (tätort) w Szwecji, w regionie administracyjnym (län) Västra Götaland, w gminie Uddevalla.
Według danych Szwedzkiego Urzędu Statystycznego liczba ludności wyniosła: 298 (31 grudnia 2018) i 316 (31 grudnia 2019).